# ریچارد استیرمن
ریچارد جیمز مایکل استیرمن (انگلیسی: Richard James Michael Stearman؛ زادهٔ ۱۹ اوت ۱۹۸۷) بازیکن فوتبال اهل انگلستان است.